# 奥托·普拉内塔
奥托·普拉内塔（Otto Planetta，1899年8月2日—1934年7月31日）是一位奧地利刺客、纳粹主义者。他在1934年七月政變期间刺杀了时任奥地利总理恩格爾伯特·陶爾斐斯，之後被判死刑。1934年7月31日，普拉内塔在维也纳地区法庭被绞死。普拉内塔的遗言是“希特勒万岁”（Heil Hitler）。当局没有将普拉内塔的尸体交给亲属，而是将其火化于塞默灵的火葬场。普拉内塔的骨灰后来被葬于多恩巴赫（Dornbach）公墓（第13区，第3排，第33号）。